# Ginzia albilinea
Ginzia albilinea är en fjärilsart som beskrevs av Riley 1939. Ginzia albilinea ingår i släktet Ginzia och familjen juvelvingar. Inga underarter finns listade i Catalogue of Life.